# Suchthilfe Wien

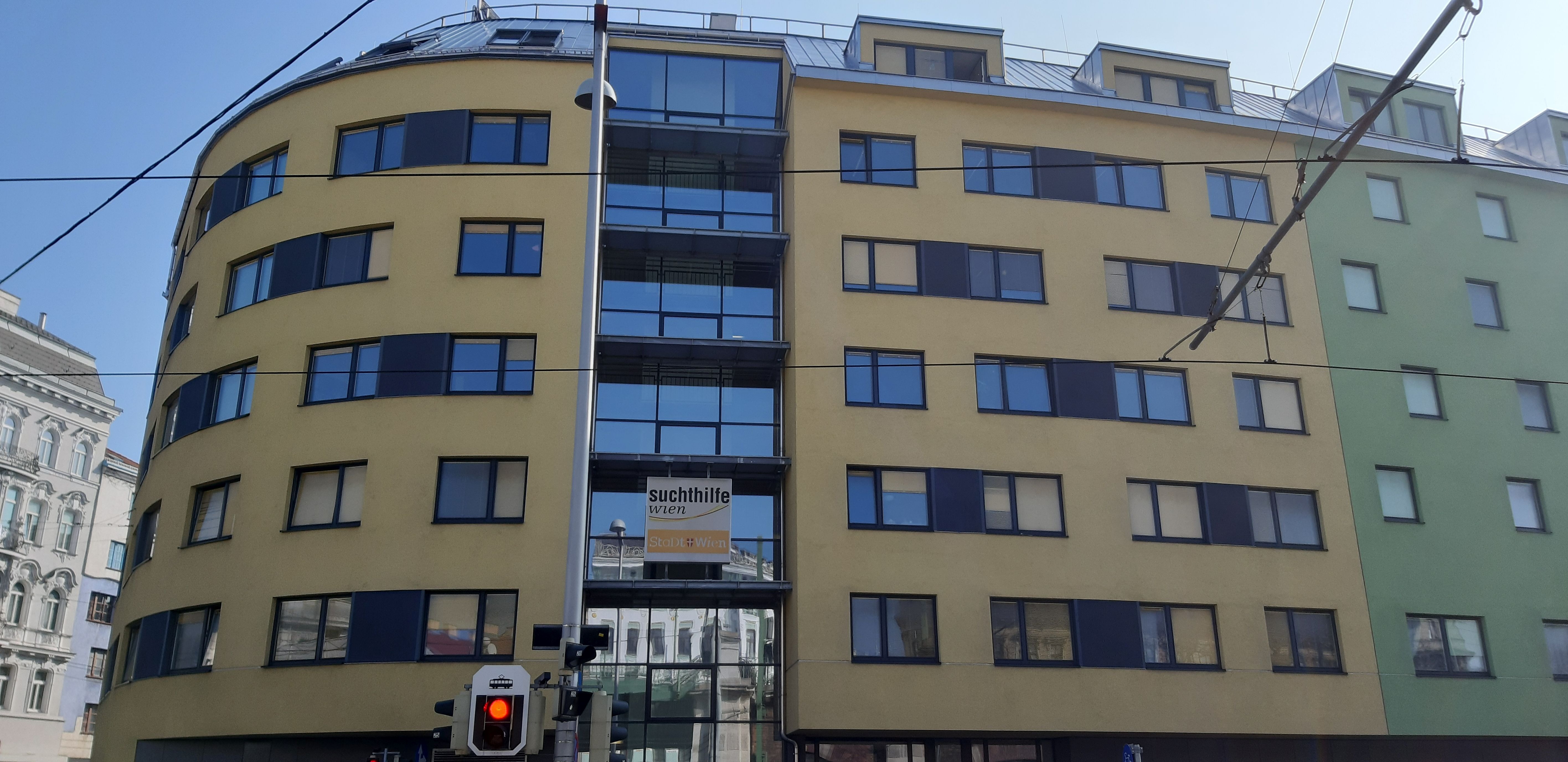
Suchthilfe Wien

Die Suchthilfe Wien ist eine gemeinnützige GmbH und Tochter der Sucht- und Drogenkoordination Wien. Sie ist für die operative Umsetzung des Wiener Drogenkonzepts zuständig und betreibt Drogenhilfseinrichtungen und Gemeinwesensprojekte.

## Angebote
Zu den Angeboten zählen Präventions-, Weiterbildungs-, Informations- und Aufklärungsmaßnahmen. Es gibt Beratung, Behandlung und Betreuung für suchtgefährdete und suchtkranke Personen. Durchgeführt werden Projekte im Bereich der (Re-)Integration suchtkranker Menschen in den Arbeitsmarkt. Ferner soll ein sozial verträgliches Nebeneinander im öffentlichen Raum gefördert werden.

## Ziele
- psychische, physische und soziale Probleme von Drogenkonsumenten und anderen marginalisierten Gruppen reduzieren
- deren gesellschaftlicher Ausgrenzung entgegenwirken
- zu ihrer gesundheitlichen, sozialen und beruflichen (Re-)Integration beitragen
- das soziale Nebeneinander im öffentlichen Raum sowie das subjektive Sicherheitsgefühl fördern[1]

## Geschichte
1990 wurde der „Verein Wiener Sozialprojekte“ gegründet und mit dem „Ganslwirt“ eine niederschwellige, sozialmedizinische Beratungsstelle eröffnet. 2006 wurde die Sucht- und Drogenkoordination Wien gegründet.
2012 ist der Verein Wiener Sozialprojekte in die Suchthilfe Wien übergegangen.

## Einrichtungen

### ambulatorium suchthilfe wien
Die Einrichtung dient zur suchtmedizinischen Betreuung durch ein interdisziplinäres Ärzteteam und wurde im Juli 2012 eröffnet. Finanziert wird es von der Sucht- und Drogenkoordination Wien und dem Bundesministerium für Arbeit, Soziales, Gesundheit und Konsumentenschutz.
Angebote
- Allgemeinmedizinische Grundversorgung
- Beratung: Safer Use, Safer Sex
- Schwangerschaftstest
- Opioid-Substitutionstherapie zur Überbrückung und zur Dauerbehandlung
- Infektionsprophylaxe
- Testungen: HIV, Hepatitis B/C
- Hepatitis A/B - Kombinationsimpfung
- Psychiatrische Behandlung
- Internistische Behandlung
- Gynäkologische Behandlung
- Behandlung bei Entzugsbeschwerden
- Suchtmedizinische Hilfe am Wochenende und an Feiertagen[5]

### jedmayer
Das jedmayer ist eine niedrigschwellige sozialmedizinische Drogenberatungsstelle und wurde im Juli 2012 eröffnet. Finanziert wird die Einrichtung von der Sucht- und Drogenkoordination Wien und dem Bundesministerium für Arbeit, Soziales, Gesundheit und Konsumentenschutz. 
Es setzt auf drei Schwerpunkte:
- Tageszentrum: Sozialarbeiter beraten und betreuen Klienten
- Beratung, Betreuung, Wohnen: 15 betreute Wohnplätze werden angeboten
- Notschlafstelle: 26 Betten stehen für Akutfälle zur Verfügung

Angebote
- Betreuung durch Sozialarbeiter
- Beratung: Safer Use, Safer Sex, Infektionsprophylaxe, Rechtsberatung, Schulungen
- psychosoziale Betreuung
- 24 Stunden Spritzentausch
- 24 Stunden Krisenintervention
- Tagesstrukturierende Angebote
- Lebenspraktische Unterstützung: Nahrung, Kleidung, Hygiene, Aufenthalt
- Erste Hilfe
- Vermittlung an soziale und medizinische Einrichtungen/Behörden
- Kontaktaufnahme mit Menschen im näheren Umfeld der Einrichtung und Beschwerdemanagement[5]

### change

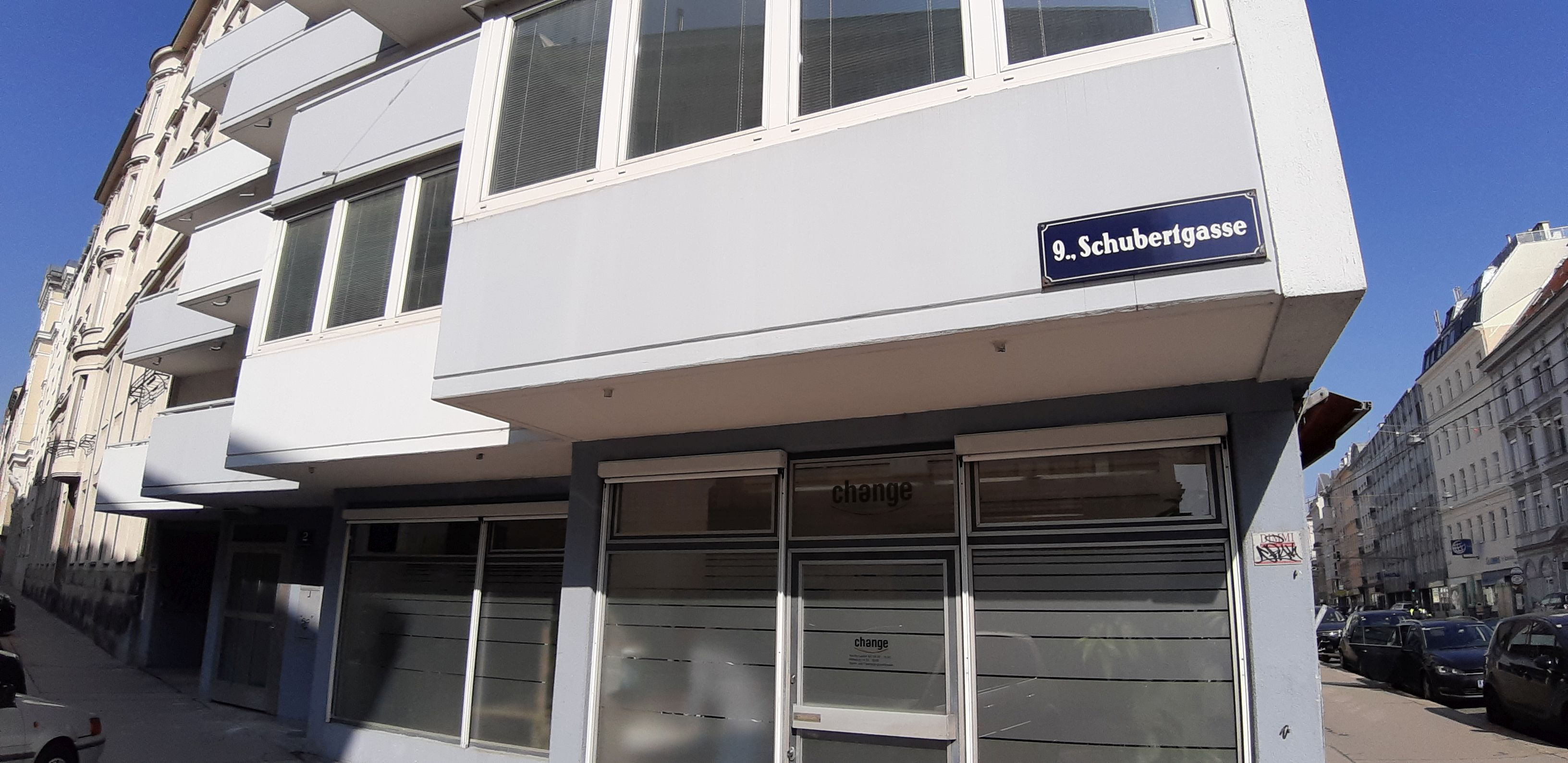
Einrichtung change der Suchthilfe Wien

Das change ist eine „niedrigschwellige Beratungsstelle mit aufsuchender gemeinwesenorientierter Arbeit“ und wurde 2014 eröffnet. Die Finanzierung erfolgt durch die Sucht- und Drogenkoordination Wien.
Angebote
- Aufenthaltsbereich mit ca. 10 Sitzplätzen
- Spritzentausch
- Beratung: Safer Use, Safer Sex und Infektionsprophylaxe
- Krisenintervention
- Rechtsberatung
- Beratung, Information und Betreuung durch Sozialarbeiter
- Vermittlung an weiterführende soziale, medizinische und drogentherapeutische Einrichtungen
- Kontaktaufnahme mit Menschen im näheren Umfeld der Einrichtung und Beschwerdemanagement[5]

### streetwork
Das Projekt bietet Straßensozialarbeit und Monitoring an und existiert seit 1996. Schwerpunkte sind der Praterstern, Westbahnhof und mehrere U6-Stationen (Josefstädter Straße, Handelskai, Dresdner Straße, Jägerstraße, Niederhofstraße). Finanziert wird streetwork von der Sucht- und Drogenkoordination Wien.
Angebote
- Erste Hilfe
- Krisenintervention
- Information und Beratung
- Psychosoziale Betreuung
- Begleitung zu anderen Einrichtungen
- Tagesstruktuierende Angebote in Kooperation mit den Einrichtungen jedmayer und change
- Schulungen[5]

### fix und fertig

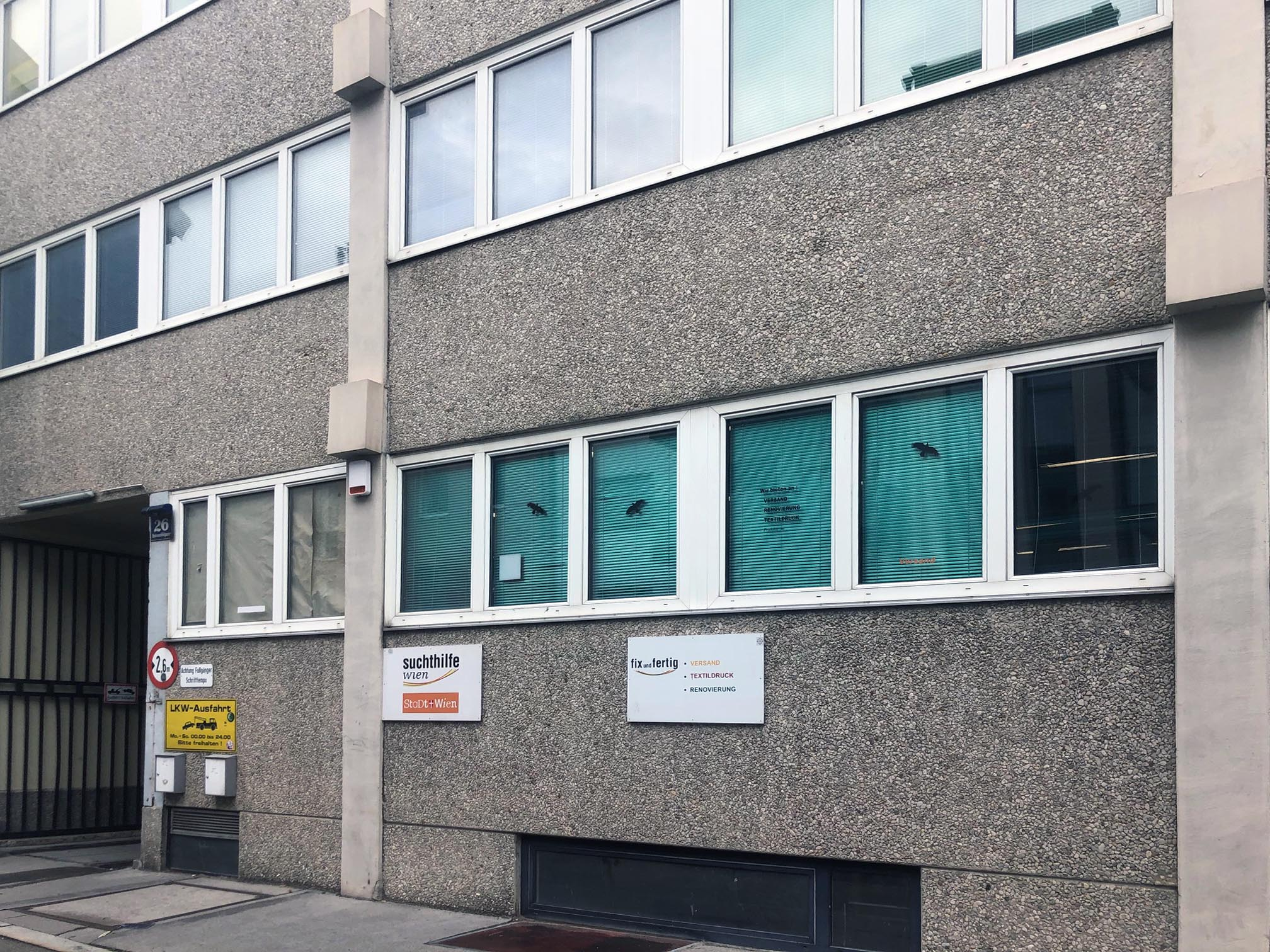
fix und fertig - Betriebsstandort

fix und fertig ist ein sozialökonomischer Betrieb und wurde 1993 eröffnet. Ziel ist die Reintegration suchtkranker Menschen in den Arbeitsmarkt. Die Finanzierung erfolgt aus Eigenerlösen, der Sucht- und Drogenkoordination Wien, dem Bundesministerium für Arbeit, Soziales, Gesundheit und Konsumentenschutz und dem AMS.
Angebote
(Stand 2017)
- 30 Tagesarbeitsplätze: Versand
- 14 Transitarbeitsplätze: Versand, Renovierung, Textildruck
- 9 Ausbildungsplätze[7]

### sam und help U
Mobile soziale Arbeit im öffentlichen Raum wird von den Teams von sam (sozial, sicher, aktiv, mobil) und help U (in Kooperation mit den Wiener Linien) seit Oktober 2007 betrieben. Finanziert wird das Projekt durch die Sucht- und Drogenkoordination Wien, ÖBB, Wiener Linien, Billa und den Bezirksvorstehungen von Leopoldstadt, Landstraße, Wieden, Neubau, Alsergrund, Favoriten, Meidling und Ottakring.
Angebote
- Präsenz, Kommunikation und Information
- Beratung
- Konfliktmanagement
- Krisenintervention
- Erste Hilfe
- Vermittlung und Begleitung in weiterführende Einrichtungen
- Schulungen
- Beschwerdemanagement und Monitoring[8]

### checkit!, PartyFit!

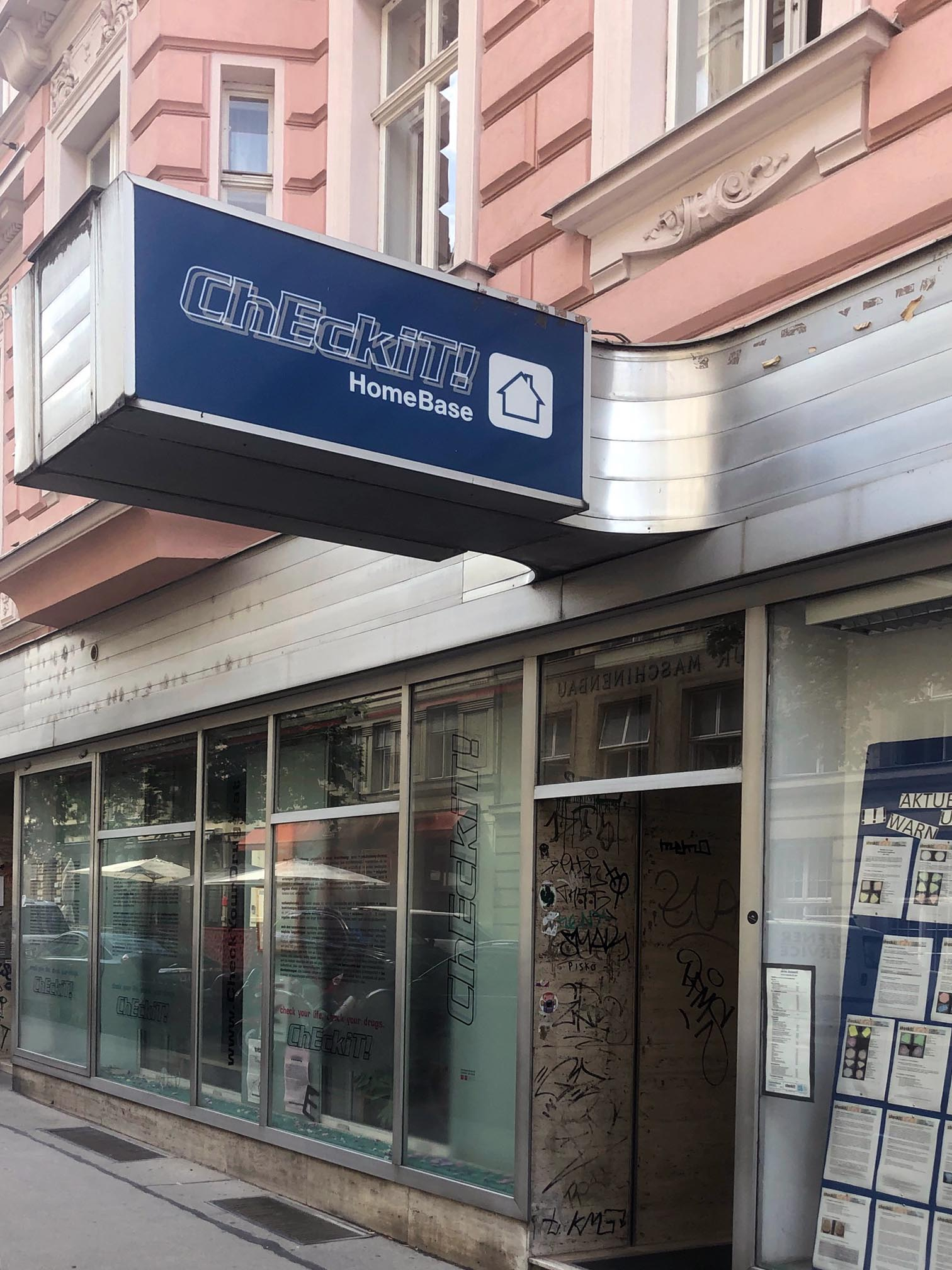
checkit! HomeBase

Suchtprävention bieten diese zwei Projekte an. checkit! ist ein wissenschaftliches Projekt zur Erforschung des Konsumverhaltens von Drogen und chemischen Substanzen. Zudem werden Konsumenten informiert und beraten. PartyFit! ist ein Alkoholsuchtpräventionsprojekt bei Events. Die Sucht- und Drogenkoordination und das Bundesministerium für Arbeit, Soziales, Gesundheit und Konsumentenschutz sorgen für die monetäre Unterstützung.
Angebote
- Beratung und Information bei Events
- Chemisch-toxikologische Analyse von psychoaktiven Substanzen bei Veranstaltungen
- Workshops
- Promotion-Einsätze
- Szenebeobachtung und Monitoring
- Rekrutierung und Ausbildung von Peers
- Durchführung von Studien und wissenschaftliche Erforschung[9]

### Regionales Kompetenzzentrum
Die im Oktober 2014 eröffnete sozialmedizinische Beratungsstelle und Ambulanz besteht aus den zwei Bereichen Alkohol. Leben können. (A.LK.) und der Förderung der Beschäftigungsfähigkeit suchtkranker Personen mit Schwerpunkt Alkoholsucht (FÖBES). A.LK. hat die Therapievermittlung zum Ziel, FÖBES die berufliche Reintegration. Für die Finanzierung sorgt die Sucht- und Drogenkoordination Wien.
Angebote
- Beratung und Erstellung eines Maßnahmenplans
- Organisation des Bewilligungsprozesses des Maßnahmenplans
- Unterstützung bei der Vermittlung in Betreuungsangebote
- Umfassende Information zur beruflichen Reintegration
- Krisenintervention
- Fallbezogene Kommunikation mit dem AMS[10]